# Lanquesaint
Lanquesaint is een dorp in de Belgische provincie Henegouwen, en een deelgemeente van de Waalse stad Aat.
Lanquesaint was een zelfstandige gemeente, tot die bij de gemeentelijke herindeling van 1977 toegevoegd werd aan de gemeente Aat.

## Bezienswaardigheden
- De Sint-Martinuskerk (Église Saint-Martin) is en bakstenen classicistisch bouwwerk van 1791. De kerk bezit onder meer drie 17e-eeuwse grafstenen.

## Natuur en landschap
Lanquesaint ligt aan de Dender op een hoogte van 34 meter aan de kerk. Naar het zuidoosten toe vindt men heuvels tot 78 meter hoogte.

## Demografische ontwikkeling
- Bronnen:NIS, Opm:1831 tot en met 1970=volkstellingen, 1976= inwoneraantal op 31 december

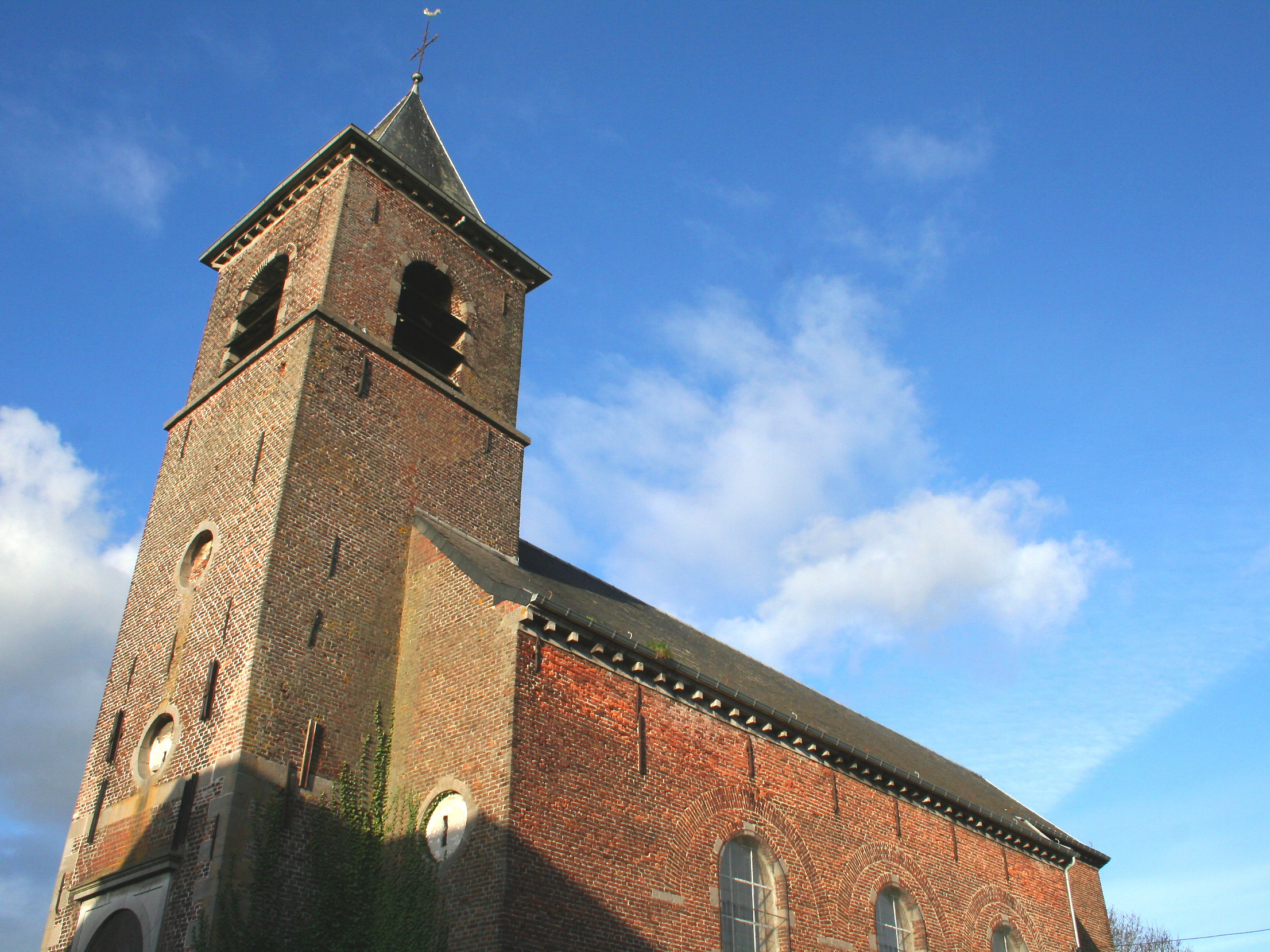
Église Saint-Martin (1791)

## Nabijgelegen kernen
Isières, Aat